# Martin Hills
Die Martin Hills sind ein isolierter und 6,5 km langer Gebirgszug im westantarktischen Ellsworthland. Die Hügel und Berggipfel dieser Formation ragen 80 km südlich der Pirrit Hills auf.
Ihre Position wurde am 10. Dezember 1958 von der US-amerikanischen Ellsworth-Byrd Traverse Party bestimmt. Das Advisory Committee on Antarctic Names benannte sie 1964 nach Larry R. Martin, wissenschaftlicher Leiter der Byrd-Station im Jahr 1962.